# Wendeschlüssel

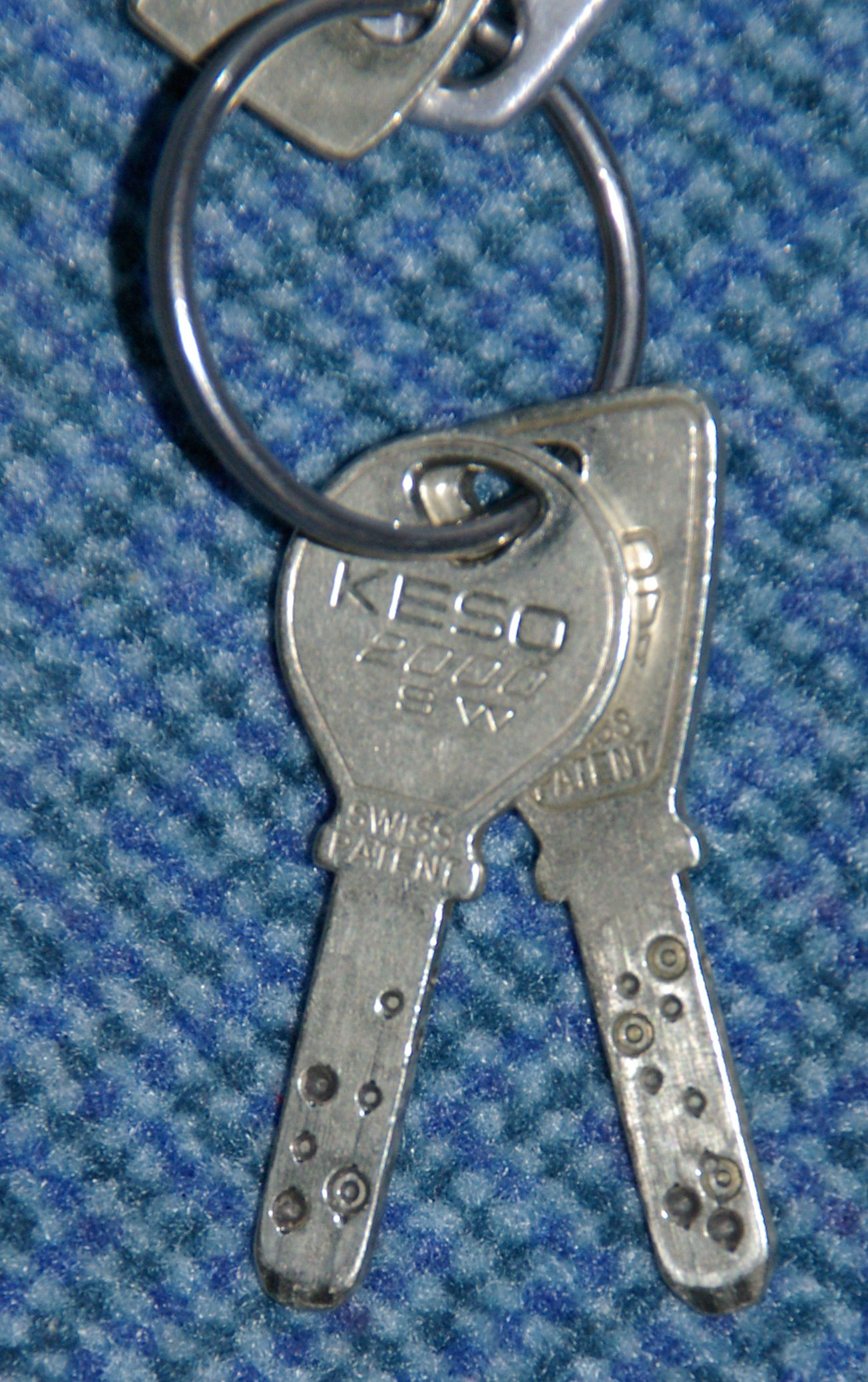
Wendeschlüssel von KESO mit Aufschrift „Swiss Patent“

Ein Wendeschlüssel ist ein Schlüssel, dessen Heft (Schaft) beidseitig gleich angeordnete Muldenbohrungen oder/und Kerbungen aufweist. Der Schlüssel hat damit, um seine Längsachse gedreht, jeweils die gleichen Merkmale und kann deshalb auch 180° gedreht eingeführt werden, was bei einem einzelnen Schlüssel einfacher ist da nicht erst die richtige Seite gesucht werden muss, teils im Dunkeln. 
Normale einseitig gekerbte Schlüssel müssen bzw. können nur „richtig herum“ eingesteckt werden; das wird erleichtert wenn der Schlüssel an einem Schlüsselbund hängt, welcher die Vorzugsrichtung vorgibt. 
Weitere Vorteil des Wendeschlüssels ist die glatte Form ohne Zacken sowie die abgerundete Front, die beim Tragen in Hosentaschen diese weniger beschädigt als es scharfkantige Schlüssel tun. 
Diese Schlüsselsorte wird häufig bei Autoschlüsseln verwendet und stellt in der Schweiz den Standard dar.
Die Erfindung des Wendeschlüssels mit Senkbohrung 1934 durch Fritz Schori machte Schlösser der Firma KABA (KAssen-BAuer) zu einem Erfolgsprodukt.